# 加扎縣 (德克薩斯州)
加扎縣（英語：Garza County）位美國德克薩斯州西北部的一個縣。面積2,321平方公里。根据美國2000年人口普查，共有人口4,872人。縣治波斯特（Post）。
成立於1876年8月21日，縣政府成立於1907年6月15日。縣名可能是以第一批自加那利群島到德州拓荒的十三個家族之一的首領耶柔米洛·加扎或其家族命名。